# 유히 미쓰에

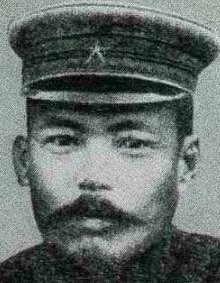
유히 미쓰에

유히 미쓰에(由比光衛)는 일본 제국의 육군군인이다. 계급은 육군 대장.

## 같이 보기
- 시베리아 개입